# كمرزرد (فريمان)
كمرزرد (بالفارسية: کمرزرد) هي قرية تقع في قسم سفيدسنغ الريفي في إيران. يقدر عدد سكانها بـ 52 نسمة بحسب إحصاء 2016.